# Monte Bronk
Il Monte Bronk (in lingua inglese: Mount Bronk) è una montagna antartica per lo più sempre coperta di neve, che con i suoi 3.530 m di altezza rappresenta una delle sei vette più alte dell'Hughes Range, catena montuosa che fa parte dei Monti della Regina Maud, in Antartide. 
Fu scoperto e fotografato dall'esploratore polare statunitense Richard Evelyn Byrd durante il suo verso il Polo Sud del 18 novembre 1929 e successivamente ispezionato dal glaciologo americano Albert Paddock Crary (1911-1987) nel 1957-58. 
La denominazione fu assegnata dallo stesso Crary in onore di Detlev Wulf Bronk (1897-1975), all'epoca presidente della National Academy of Sciences, che aveva contribuito a sponsorizzare la spedizione antartica del 1957-58.